# Droit espagnol
Le droit espagnol est le droit en vigueur dans le royaume d'Espagne, c'est-à-dire le territoire espagnol, ses eaux territoriales, les consulats et ambassades, et les navires et aéronefs battant pavillons espagnols dans les territoires internationaux. Il s'agit aussi du droit applicable aux forces armées espagnoles indépendamment de l'endroit où elles se trouvent.
Le droit espagnol est un droit de tradition civiliste qui repose principalement sur la loi au sens large (à savoir la loi et les règlements) et dans une moindre mesure sur les décisions judiciaires et le droit coutumier. De même, il s'agit d'un droit complexe, dans le sens où il inclut des ordonnancements juridiques distincts qui coexistent à travers l'organisation territoriale en communautés autonomes.

## Histoire du droit espagnol
Le droit espagnol peut être défini, dans les grandes lignes, comme étant une combinaison de normes dérivées de plusieurs ordres juridiques dont : le droit romain, le droit germanique et le droit canon.
De ces trois normes, la plus influente en droit espagnol est le droit romain duquel est issu un grand nombre de normes contenues dans le code civil.
De plus, le droit espagnol s'est formé par la combinaison d'un grand nombre de systèmes juridiques distincts, qui se reflète dans les fors médiévaux appliqués dans les petites populations. Ces normes se sont jointes pour former un ordre juridique complexe.
En outre, il est nécessaire de distinguer les différents droits provinciaux des lois des communautés autonomes dans le cadre de leurs pouvoirs. Les droits foraux sont des spécificités régionales du droit civil préexistant qui ont été maintenues en dépit des différentes unifications du droit en Espagne et, en particulier, les décrets de Nueva Planta de Philippe V. 
Enfin, la Constitution espagnole prévoit la possibilité que les communautés autonomes régissent des questions liées aux compétences mentionnées prévues dans leurs différents statuts d'autonomies (par ex. la communauté de Madrid, le Pays Basque, l'Andalousie ou l'ancien statut de 2006 en Catalogne)

## Sources du droit
L'article premier, dans son alinéa 2, du code civil dispose que « les dispositions qui contredisent celles de rang supérieures ne sont pas valides ». Cela signifie qu'il existe une hiérarchie des normes qui permet de distinguer les normes de rangs inférieures de celles de rangs supérieures. Cependant, la relation entre les normes ne se limitent pas à une question de hiérarchie mais aussi à une question de compétence. La hiérarchie des normes en droit espagnol est la suivante :
- le droit de l'Union européenne (primaire et dérivé) et le droit international public (traités, conventions et accords),
- la Constitution de 1978
- la loi (au sens strict) : les lois organiques (qui requièrent la majorité absolue aux Congrès des députés), les lois ordinaires et les normes réglementaires ayant le rang de loi (décret-loi royal et décret législatif royal),
- les normes émanant du pouvoir exécutifs dans la hiérarchie des organes qui les promulguent : les décrets royaux, les décrets et les ordres ministériels, etc.

### Droit international
L'article 96(1) dispose de la Constitution :

« Les traités internationaux conclus valablement, une fois publiés officiellement en Espagne, sont partie intégrante de l'ordre juridique interne. Leurs dispositions pourront seulement être abrogées, révisées ou suspendues de la manière prévue par ces traités eux-mêmes ou conformément aux règles générales du droit international. »

— Article 96(1) de la Constitution
Par ailleurs, l'article 95(1) dispose :

« La conclusion d'un traité international qui contient des dispositions contraires à la Constitution exige la révision préalable de la Constitution. »

— Article 95(1) de la Constitution

### Droit de l’Union européenne
L'ordre juridique de l'Union est un ordre juridique autonome applicable en Espagne et dont les normes priment sur les normes nationales en vertu de la hiérarchie des normes qui situe les traités à un niveau supérieur à celui de la loi. La doctrine hésite à déterminer si la Constitution prime le droit de l'Union ou l'inverse. Pour les uns la Constitution prime le droit de l'Union tandis que pour les autres c'est le contraire. En pratique, l'unique fois ou il y a eu un conflit entre un traité européen et la Constitution, la ratification a été précédée par une modification de la Constitution afin de la rendre conforme au traité.
Le droit de l'Union, de son côté, se divise en droit primaire (les traités constitutifs) et dérivé (c'est-à-dire les normes émanant des institutions de l'Union dans le cadre de leurs compétences). Toutes ces normes sont directement applicables en Espagne en vertu du traité sur l'Union européenne, ratifié par l'Espagne et, par conséquent, faisant partie du droit interne espagnol. Vu que les traités ont une position hiérarchique supérieure aux lois, en cas de conflit entre le droit de l'Union et le droit interne, ils doivent primer celles-ci.
Dans le cadre du droit de l'Union, il est nécessaire de faire la différence entre les règlements et les directives. La différence réside en ce que les premières de ces normes sont d'application directe tandis que les secondes ont besoin d'être transposé en droit interne

### Constitution
La Constitution espagnole de 1978 est la norme suprême de l'organisation juridique espagnole. Elle régule la complexe relation entre les normes et leurs relations hiérarchiques et de compétences.

### Législation
L'article 66 dans son alinéa 2 dispose que les Cortes Generales exercent le pouvoir législatif.

### Communautés autonomes
De plus, la Constitution établit la compétence des communautés autonomes dans certaines matières et la capacité de légiférer avec un Parlement propre. Conjointement entre le Parlement autonome et le Parlement national, le statut d'autonomie est établi, lequel constitue la norme constitutive et fondamentale de l’Autonomie. Au sein de chaque Communauté autonome, les lois approuvées par le Parlement autonome dans son domaine de compétence, sont inférieures au statut d'autonomie. Au-dessous de ces lois se trouvent les règlements dictés par l’exécutif autonome.

### Jurisprudence
La jurisprudence du Tribunal suprême est une source complémentaire d'interprétation et d'application du droit. La Cour suprême décide de la légalité d'une décision mais vérifie aussi si les décisions des juridictions inférieures sont conformes à la jurisprudence. En raison du principe de l’aforamiento (es), présent dans la Constitution de 1978 mais surtout dans la loi organique sur la justice de 1985 (modifiée en 1993, 2003 et 2004), plus de 17 000 élus et fonctionnaires échappent à la justice ordinaire, et ne sont jugés que devant le Tribunal suprême espagnol ou celui de chaque communauté autonome.

## Interprétation du droit
Le code civil d'Espagne régit l'interprétation des normes. Il dispose dans un premier temps :

« 1. Les normes s'interprète selon le sens propre de leurs mots, en relation avec le contexte, les antécédents historiques et législatifs et la réalité sociale de l'époque ou elles sont appliquées, préservant notamment l'esprit et le but de celles-ci.
2. L'équité sera pesée dans l'application de la règle, bien que les décisions de justice ne peuvent reposer exclusivement sur elle que lorsque la loi le permet expressément. »

— Article 3 du Code civil
L'article 3 établit que l'interprétation littérale comme étant l'interprétation préférée, à côté de l'interprétation téléologique en fonction de l'esprit et de la finalité des normes. Le critère d'équité peut être subsidiairement utilisé.
Il dispose dans un second temps :

« 1. Procederá la aplicación analógica de las normas cuando éstas no contemplen un supuesto específico, pero regulen otro semejante entre los que se aprecie identidad de razón.
2. Las leyes penales, las excepcionales y las de ámbito temporal no se aplicarán a supuestos ni en momentos distintos de los comprendidos expresamente en ellas. »

— Artículo 4 del Código Civil de España
L'article 4 limite l'application de l'analogie aux lacunes de la loi lorsqu'il existe une identité entre ce qui est régulé et ce qui ne l'est pas. Elle est interdite en droit pénal.

## Organisation juridictionnelle

### Tribunal constitutionnel
Le Tribunal constitutionnel est l'organe chargé de décider si une règle est inconstitutionnelle et chargé de résoudre les conflits de compétence entre l’État, les Communautés autonomes et les autorités locales.